# Salix sericea
Salix sericea es una especie de sauce perteneciente a la familia de las salicáceas. Se encuentra en los pantanos y orillas de los ríos en el este de Estados Unidos y Canadá. 

## Descripción
Es un arbusto que alcanza un tamaño  de 2-4 m de altura con ramas delgadas y de color púrpura. Las hojas son de 6-10 cm de largo,y 7-8 mm de ancho, lanceoladas, acuminadas, serruladas, de color verde oscuro y ligeramente peludas en la parte superior, y de color verde claro y densamente cubiertos de pelos sedosos blanco por debajo. Las hojas maduras son glabras. Los pecíolos son de 1 cm de largo. Los amentos son sésiles y por lo general bracteadas. Salix sericea florece en mayo y en junio fructifica.

## Taxonomía
Salix sericea fue descrita por Humphrey Marshall y publicado en Arbustrum Americanum 140, en el año 1785.
Salix hastata fue descrita por Carlos Linneo y publicado en Species Plantarum 2: 1017, en el año 1753.
Etimología
Salix: nombre genérico latino para el sauce, sus ramas y madera.
sericea: epíteto latino que significa "sedosa".